# خورخه اوروسمان دا سیلوا
خورخه اوروسمان دا سیلوا اچوریتو (اسپانیایی: Jorge Orosmán da Silva Echeverrito‎؛ زادهٔ ۱۱ دسامبر ۱۹۶۱) بازیکن فوتبال سابق و سرمربی فوتبال اهل اروگوئه است.

## باشگاهی
از باشگاه‌هایی که در آن بازی کرده‌است می‌توان به دانوبیو، دفنسور اسپورتینگ، رئال وایادولید، اتلتیکو مادرید و ریور پلاته اشاره کرد.

## تیم ملی
وی همچنین در تیم ملی فوتبال اروگوئه بازی کرده است.